# Limbacher und Spieser Wald
Das Naturschutzgebiet Limbacher und Spieser Wald liegt auf dem Gebiet des Landkreises Neunkirchen und des Saarpfalz-Kreises im Saarland.
Das rund 1655 ha große Naturschutzgebiet erstreckt sich nordöstlich von St. Ingbert. Am nordwestlichen und nordöstlichen Rand des Gebietes verläuft die Autobahn A 8 und am südöstlichen Rand die A 6. Durch das Gebiet hindurch verläuft die Landesstraße L 113.

## Bedeutung
Das Gebiet mit der Kenn-Nummer NSG-N-6609-301 wurde mit Verordnung vom 17. März 2017 unter Naturschutz gestellt.